# Vrijednosni sustav
Vrijednosni sustav su kategorije koje cijenimo. Primjerice ljubav, mir, prijateljstvo, zdravlje i život spadaju u te kategorije.
O vrijednosnom sustavu ovise i naši ciljevi, koji ovise i o našem kulturnom i duhovnom razvoju.
Janek Musek strukturira vrijednosti po sljedećoj hijerarhijskoj ljestvici:
- unutarnje (duhovni rast)
- moralne (preuzimanje odgovornosti)
- hedonske (vežu se na užitke)